# 村田忠禧
村田 忠禧（むらた ただよし、1946年7月6日 - ）は、日本の歴史学者、横浜国立大学名誉教授。専門は中国現代史、現代中国論、日中関係論。神奈川県出身。神奈川県日中友好協会副会長。

## 来歴
1946年、神奈川県に生まれる。東京大学文学部中国文学科卒業後、1986年、同大学院博士課程中国哲学専攻単位取得満期退学。東京大学教養学部助手、横浜国立大学教育学部助教授、同教授、教育人間科学部教授を経て、2012年3月定年退職し、横浜国立大学名誉教授。

## 人物
中国共産党史、毛沢東専門家。中国共産党中央文献室が書いた『毛沢東伝』の翻訳者。

## 主張

### 天安門広場での虐殺否定
1993年10月23日に神戸商科大学で開催された「日本現代中国学会」の全国学術大会で、1989年の六四天安門事件において天安門広場での虐殺は無かったとする報告を自由論題でおこない、国際人権団体から抗議を受けた。その後、中国共産党中央委員会の主張に沿った「89年天安門事件における『虐殺』説の再検討」を『東京大学教養学部外国語科 外国語科研究紀要』に発表した。その中で村田は「実際には89年6月の天安門広場では『残虐な殺戮』とか『虐殺』と称すべき事態は発生しなかった」として、マスコミ報道を含めた思い入れ先行の「研究」の危険性を指摘した。ただし、村田も解放軍が北京市内に侵攻する過程で発砲による死亡事件が起きたことは否定していない。
インドのマハトマ・ガンディーにより始められた非暴力抵抗運動の方法の一つであるハンガー・ストライキを「89年の中国の学生運動を一面的に美化することは問題である。そもそも自分たちの要求を実現させるために『ハンスト』という、生命を武器にして相手に譲歩を迫る方法は、とても民主的手続きを踏んだものではない。生命を武器に相手に自分たちの条件を飲ませる方法であって、一種の脅迫である」とした。当時の民主化運動を「文革期にも行われた極左行動に他ならない。それを『平和的』『理性的』な行動であった、と持ち上げるのは、あまりに『お人好し』な評価といえる」暴動事件だとしている。

### 尖閣諸島領有権中国保持
尖閣諸島は日清戦争以前は中国に属しており、日本や琉球の付属島嶼ではなかったと主張している。

### 新疆ウイグル自治区におけるジェノサイド否定
2021年5月に中国の新疆ウイグル自治区で多数のウイグル人に対するジェノサイドが発生しているという欧米諸国からの批判について（「ウイグル人大量虐殺」も参照）、「新疆ウイグル自治区の『ジェノサイド』は無知と偏見の産物」というタイトルの文章を執筆した。村田はその文章の中で、「ウイグル族は安定的に増加している」「このような歴然とした事実を無視して、『ジェノサイド』が進行している、といくら声高に叫んだところで、（中略）アメリカ政府の『人権外交』の本質が無知と偏見で作られた『デマ情報』に基づいていることを全世界人民に知らせる結果となるであろう」「（2017年に新疆を訪れた外国人観光客のうちカザフスタン、モンゴル、パキスタン、日本、韓国が上位を占めたが）日本、韓国以外はいずれも新疆と国境を接しているか、旧ソ連に属していた国で、自国内に新疆の少数民族と同じ民族を抱えている国々である。もし新疆で自己の民族同胞が抑圧され、犠牲になっているのなら新疆を訪問する気になるだろうか」と主張した。村田はこの文章を複数の日本メディアに投稿したが、掲載されなかったという。
また村田は『人民網』の取材に対し、「いわゆる『ジェノサイド』は全く存在しない。私は新疆を訪れて自分の目で新疆の繁栄と発展を確かめたので、西側が中国を中傷する言葉を信じない」「一般の日本人は新疆についてほとんど知らないが、新疆に行った人であれば、西側の新疆への中傷は反論するまでもなく嘘だと分かるだろう。しかも、日本メディアや書店には中国を悪く言う内容や本があふれており、日本人の中国に対する誤解を生じさせている部分が大きい」「近年、中国の政務公開の取り組みが大きく進展し、ネット上でより詳細なデータを入手できるようになった。隣国として、日本はかつて『中国研究』に長けていたが、現在の日本はすでに本当の中国を理解していない、もしくは理解しようとしない状況になっている。だからこそ、西側の嘘にだまされ、米国に『誘導されるままに脇道にそれた』」「以前と比べ、日本国内の対中世論の雰囲気が急速に悪化しており、外交政策上さらに米国寄りになっている。しかし日本は経済面で中国と密接な関係があるため、独立した独自の外交的立場を取るべきだ」と述べている。

## 著作
- 『華国鋒政権成立前夜―四人組の登場から退場まで』 三一書房、1977年
- 『チャイナ・クライシス「動乱」日誌』（蒼蒼スペシャル・ブックレット） 蒼蒼社、1990年
- 『尖閣列島・釣魚島問題をどう見るか―試される二十一世紀に生きるわれわれの英知』 隣人新書 日本僑報社、2004年
- 『日中領土問題の起源―公文書が語る不都合な真実』 花伝社、2013年
- 『史料徹底検証 尖閣領有』 花伝社、2015年

### 共著
- 紀学仁、村田忠禧、藤原彰、粟屋憲太郎『日本軍の化学戦―中国戦場における毒ガス作戦』 大月書店、1996年
- 共著『中国の「対日新思考」は実現できるか―「対中新思考」のすすめ』 日本僑報社、2004年
- 翻訳共著『毛沢東伝(1893‐1949)〈上〉』 みすず書房、1999年。金冲及主編
- 翻訳共著『毛沢東伝(1893‐1949)〈下〉』 みすず書房、2000年
- 監訳『周恩来の足跡　中国を救い世界を魅了した生涯』 社会評論社、2023年。李海文主編